# Ґай (гміна Врублев)
Ґай (пол. Gaj) — село в Польщі, у гміні Врублев Серадзького повіту Лодзинського воєводства.
У 1975-1998 роках село належало до Серадзького воєводства.